# Combretum constrictum
Combretum constrictum är en tvåhjärtbladig växtart som först beskrevs av George Bentham, och fick sitt nu gällande namn av Laws.. Combretum constrictum ingår i släktet Combretum och familjen Combretaceae. Inga underarter finns listade i Catalogue of Life.

## Bildgalleri

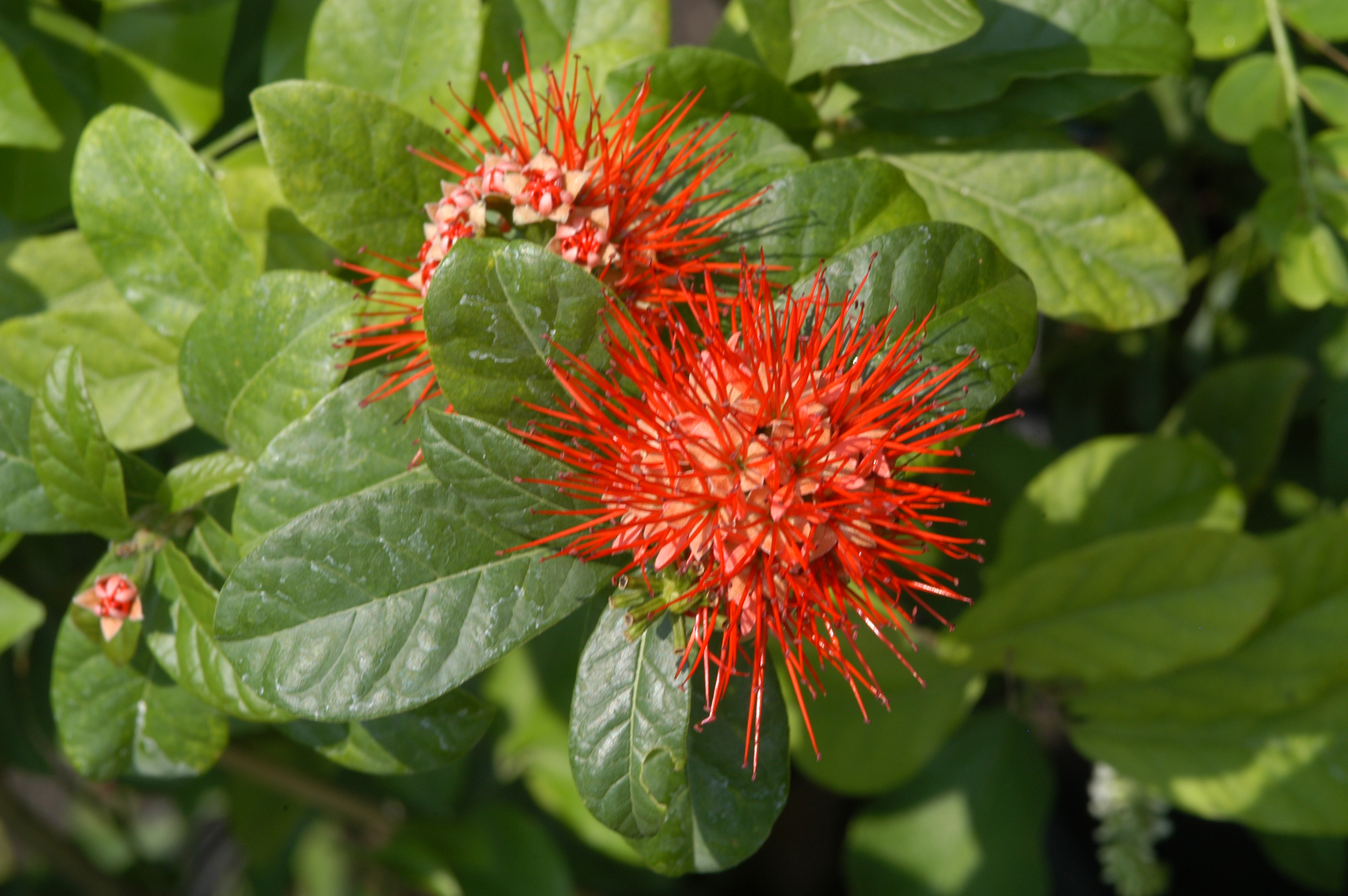
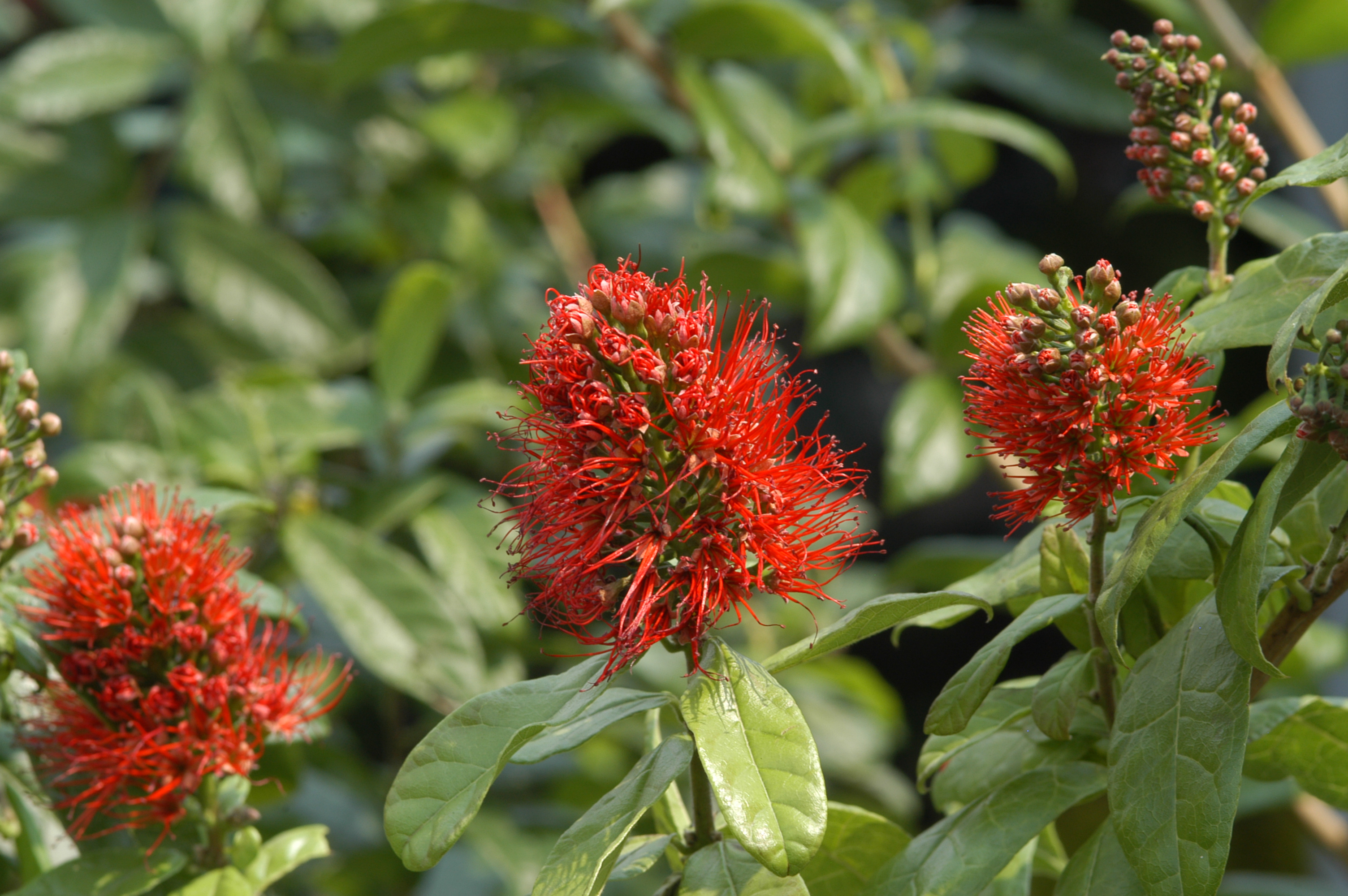
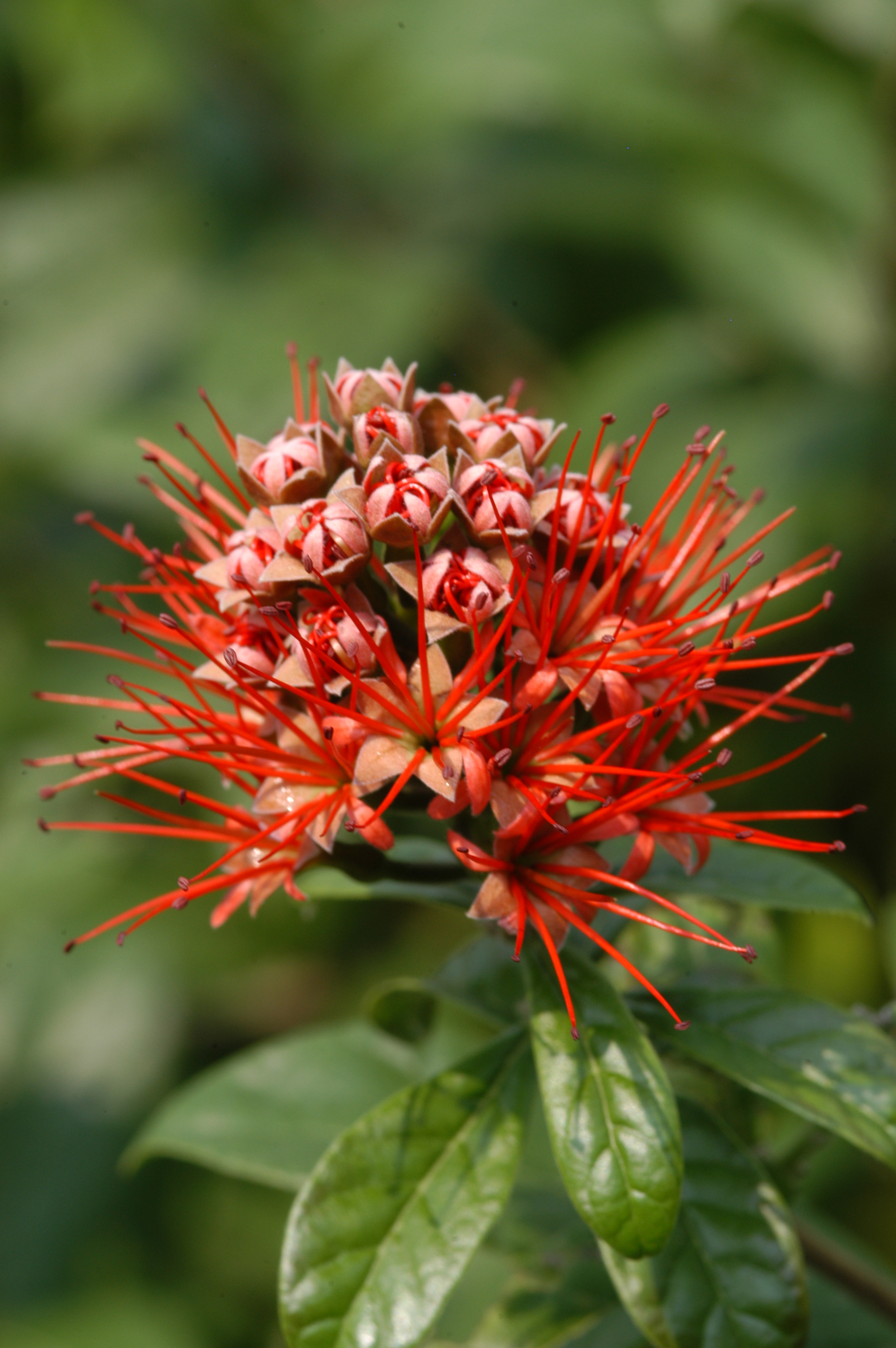
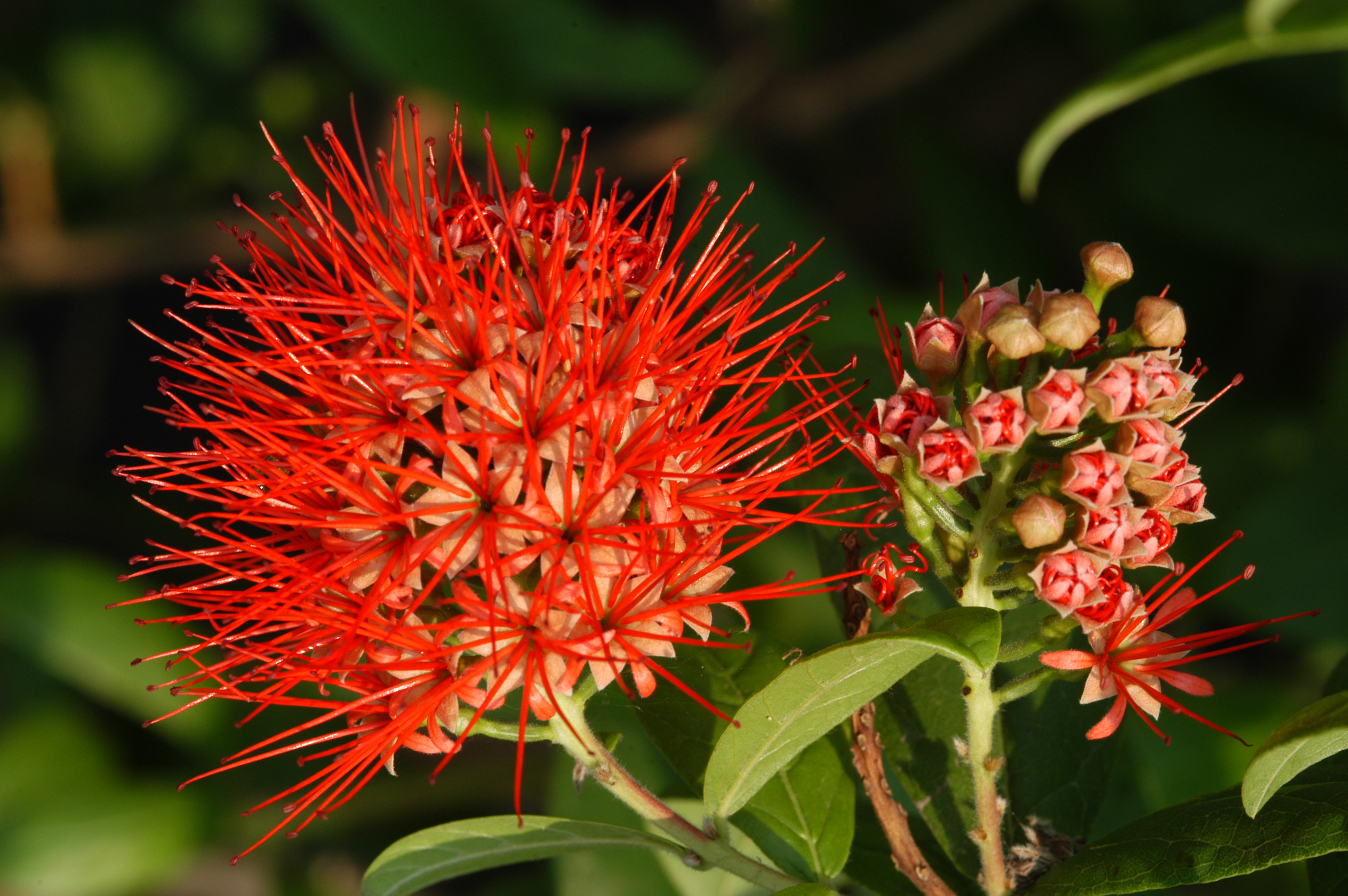
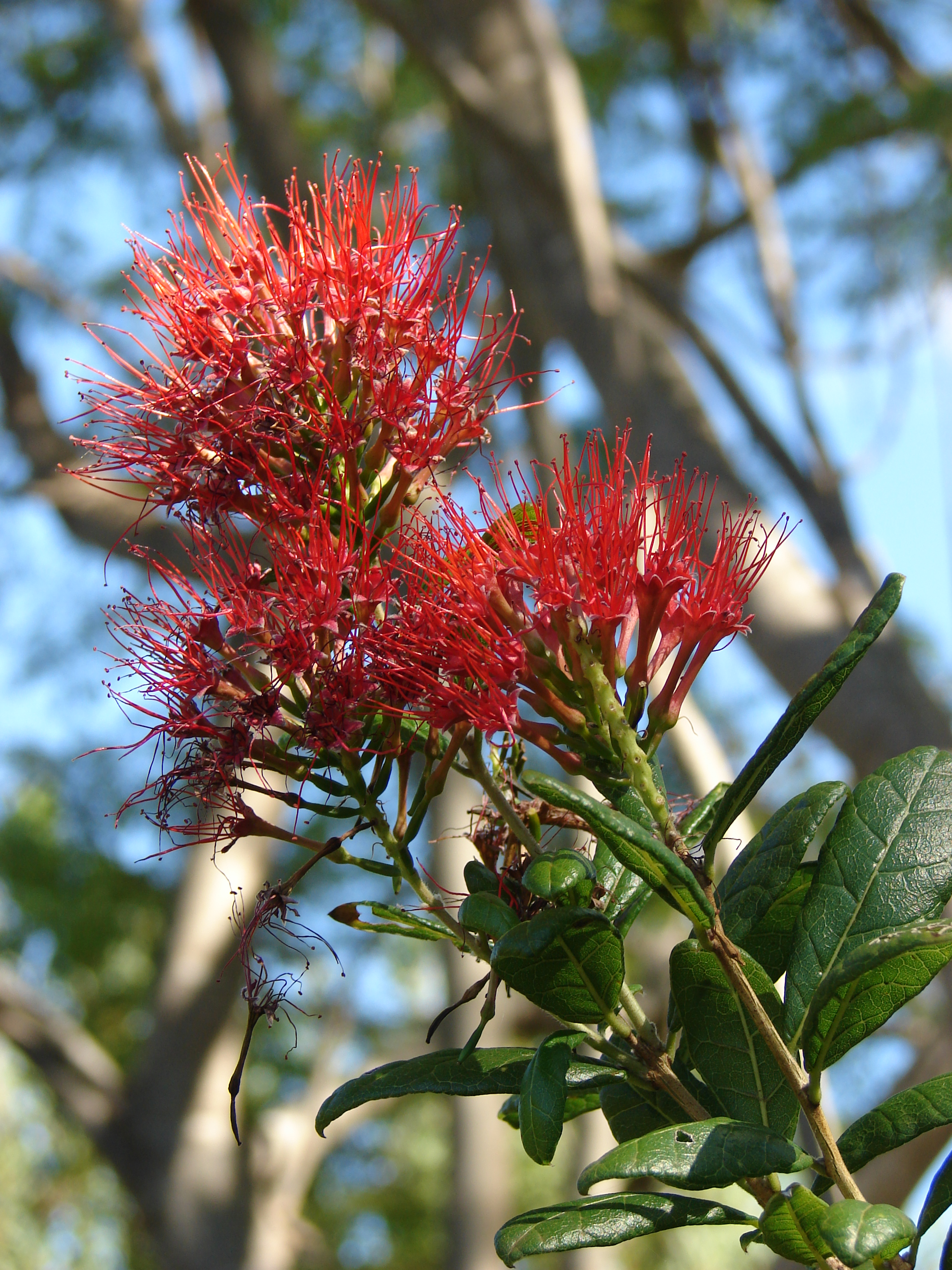
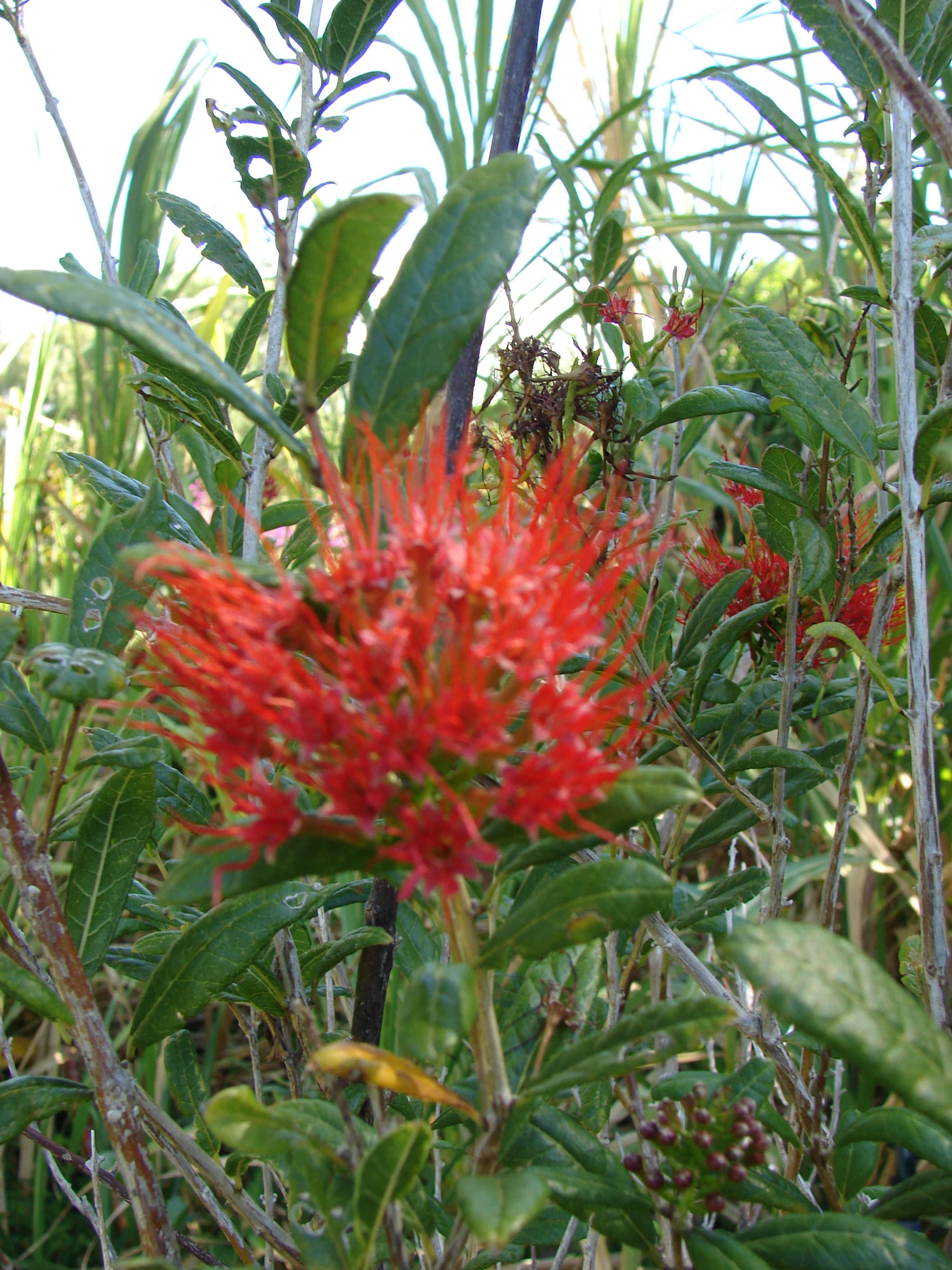